# Carlos Pesina
Carlos Pesina (15 de noviembre de 1968; Chicago, Illinois, Estados Unidos) es un experto en artes marciales mixtas, actor de voz y empleado de NetherRealm Studios (antes conocida como Midway Studios). Es conocido por haber prestado su imagen para el personaje Raiden en Mortal Kombat (1992), Mortal Kombat II y Mortal Kombat Trilogy, tras este último juego comenzó a ayudar en el diseño de los videojuegos de Midway.
Su hermano mayor, Daniel también desempeñó diversos personajes de Mortal Kombat, hasta que fue despedido por Midway en 1994 por vestirse como Johnny Cage en un anuncio impreso para Bloodstorm, un juego de luchas competencia de Mortal Kombat. Ese mismo año, después de su despido, él y Carlos secretamente ayudaron a la Data East EE. UU. en un intento fallido de realizar un videojuego llamado Tattoo Assassins. Muchos dicen que esta fue la causa por la que Carlos no volvió a interpretar a Raiden en las dos versiones del tercer juego. A pesar de esto Carlos sigue trabajando para NetherRealm como artista. El personaje oculto jugable de Mortal Kombat: Deadly Alliance, Mokap, fue creado en homenaje a Carlos.
En el modo Konquest de Mortal Kombat: Deception, el protagonista principal, Shujinko, tiene que hacer una búsqueda en el OderRealm. Ahí debe encontrar a un agente llamado «Parlos Casina» esto es tomado como una especie de homenaje a sus colaboraciones. Carlos y su hermano Daniel aparecieron en la película Press Start que parodiaba a la serie de videojuegos. Su personaje se llama Gong Lei, el equivalente al dios del trueno Raiden (su personaje en la serie de Mortal Kombat).

## Filmografía
- Mortal Kombat - Raiden
- Mortal Kombat II - Raiden
- Mortal Kombat Trilogy - Raiden
- Mortal Kombat: Special Forces - Voces Adicionales
- Mortal Kombat: Deadly Alliance - Raiden / Mokap
- Mortal Kombat: Deception - Bo' Rai Cho
- Mortal Kombat: Shaolin Monks - Voces adicionales
- Mortal Kombat: Unchained - Bo' Rai Cho
- Mortal Kombat: Armageddon - Bo' Rai Cho
- Press Start - Lei Gong